# Judô nos Jogos Olímpicos de Verão de 2000
O judô nos Jogos Olímpicos de Verão de 2000 foi realizado em Sydney, na Austrália, com 14 eventos disputados.

## Eventos do judô
Masculino: até 60 kg | até 66 kg | até 73 kg | até 81 kg | até 90 kg | até 100 kg | acima de 100 kg

Feminino: até 48 kg | até 52 kg | até 57 kg | até 63 kg | até 70 kg | até 78 kg | acima de 78 kg

## Medalhistas

### Masculino
| Event                   | Ouro                            | Prata                           | Bronze                                                          |
| ----------------------- | ------------------------------- | ------------------------------- | --------------------------------------------------------------- |
| Até 60 kg detalhes      | Tadahiro Nomura JPN Japão       | Jung Bu-Kyung KOR Coreia do Sul | Manolo Poulot CUB CubaAidyn Smagulov KGZ Quirguistão            |
| Até 66 kg detalhes      | Hüseyin Özkan TUR Turquia       | Larbi Benboudaoud FRA França    | Girolamo Giovinazzo ITA ItáliaGiorgi Vazagashvili GEO Geórgia   |
| Até 73 kg detalhes      | Giuseppe Maddaloni ITA Itália   | Tiago Camilo BRA Brasil         | Anatoly Laryukov BLR BielorrússiaVsevolods Zelonijs LAT Letônia |
| Até 81 kg detalhes      | Makoto Takimoto JPN Japão       | Cho In-Chul KOR Coreia do Sul   | Nuno Delgado POR PortugalAleksei Budõlin EST Estônia            |
| Até 90 kg detalhes      | Mark Huizinga NED Países Baixos | Carlos Honorato BRA Brasil      | Frédéric Demontfaucon FRA FrançaRuslan Mashurenko UKR Ucrânia   |
| Até 100 kg detalhes     | Kosei Inoue JPN Japão           | Nicolas Gill CAN Canadá         | Yuri Stepkine RUS RússiaStéphane Traineau FRA França            |
| Mais de 100 kg detalhes | David Douillet FRA França       | Shinichi Shinohara JPN Japão    | Indrek Pertelson EST EstôniaTamerlan Tmenov RUS Rússia          |

### Feminino
| Event                  | Ouro                            | Prata                         | Bronze                                                         |
| ---------------------- | ------------------------------- | ----------------------------- | -------------------------------------------------------------- |
| Até 48 kg detalhes     | Ryoko Tamura JPN Japão          | Lioubov Brouletova RUS Rússia | Anna-Maria Gradante GER AlemanhaAnn Simons BEL Bélgica         |
| Até 52 kg detalhes     | Legna Verdecia CUB Cuba         | Noriko Narazaki JPN Japão     | Kye Sun-Hi PRK Coreia do NorteLiu Yuxiang CHN China            |
| Até 57 kg detalhes     | Isabel Fernández ESP Espanha    | Driulis González CUB Cuba     | Kie Kusakabe JPN JapãoMaria Pekli AUS Austrália                |
| Até 63 kg detalhes     | Séverine Vandenhende FRA França | Li Shufang CHN China          | Gella Vandercaveye BEL BélgicaJung Sung-Sook KOR Coreia do Sul |
| Até 70 kg detalhes     | Sibelis Veranes CUB Cuba        | Kate Howey GBR Grã-Bretanha   | Cho Min-Sun KOR Coreia do SulYlenia Scapin ITA Itália          |
| Até 78 kg detalhes     | Tang Lin CHN China              | Céline Lebrun FRA França      | Simona Richter ROU RomêniaEmanuela Pierantozzi ITA Itália      |
| Mais de 78 kg detalhes | Yuan Hua CHN China              | Daima Beltrán CUB Cuba        | Kim Seon-Young KOR Coreia do SulMayumi Yamashita JPN Japão     |

## Quadro de medalhas do judô
| Ordem | País                | Medalha de ouro | Medalha de prata | Medalha de bronze | Total |
| ----- | ------------------- | --------------- | ---------------- | ----------------- | ----- |
| 1     | JPN Japão           | 4               | 2                | 2                 | 8     |
| 2     | FRA França          | 2               | 2                | 2                 | 6     |
| 3     | CUB Cuba            | 2               | 2                | 1                 | 5     |
| 4     | CHN China           | 2               | 1                | 1                 | 4     |
| 5     | ITA Itália          | 1               | 0                | 3                 | 4     |
| 6     | ESP Espanha         | 1               | 0                | 0                 | 1     |
| 6     | NED Países Baixos   | 1               | 0                | 0                 | 1     |
| 6     | TUR Turquia         | 1               | 0                | 0                 | 1     |
| 9     | KOR Coreia do Sul   | 0               | 2                | 3                 | 5     |
| 10    | BRA Brasil          | 0               | 2                | 0                 | 2     |
| 11    | RUS Rússia          | 0               | 1                | 2                 | 3     |
| 12    | CAN Canadá          | 0               | 1                | 0                 | 1     |
| 12    | GBR Grã-Bretanha    | 0               | 1                | 0                 | 1     |
| 14    | BEL Bélgica         | 0               | 0                | 2                 | 2     |
| 14    | EST Estônia         | 0               | 0                | 2                 | 2     |
| 15    | GER Alemanha        | 0               | 0                | 1                 | 1     |
| 15    | AUS Austrália       | 0               | 0                | 1                 | 1     |
| 15    | BLR Bielorrússia    | 0               | 0                | 1                 | 1     |
| 15    | PRK Coreia do Norte | 0               | 0                | 1                 | 1     |
| 15    | GEO Geórgia         | 0               | 0                | 1                 | 1     |
| 15    | LAT Letônia         | 0               | 0                | 1                 | 1     |
| 15    | POR Portugal        | 0               | 0                | 1                 | 1     |
| 15    | KGZ Quirguistão     | 0               | 0                | 1                 | 1     |
| 15    | ROM Romênia         | 0               | 0                | 1                 | 1     |
| 15    | UKR Ucrânia         | 0               | 0                | 1                 | 1     |